# James Stroudley
James Stroudley (swoje prace podpisywał A.R.C.A) (ur. 17 czerwca 1906 w Londynie, zm. maj 1985) – brytyjski malarz i grafik. 
Od 1923 do 1927 studiował w Clapham School of Art, a następnie kontynuował naukę pod kierunkiem Williama Rothensteina i Allana Gwynne-Jonesa w The Royal College of Art, którą ukończył w 1930. Pomiędzy 1930 a 1933 trzy razy podróżował po Włoszech, gdzie zainspirowało go klasyczne malarstwo włoskie. Największe wrażenie zrobiła na młodym malarzu twórczość Giotto i Pierro della Francesca. W tym okresie wypracował swój własny styl graficzny, a jego prace nabrały cech zbliżonych do kubizmu. 
Wielokrotnie uczestniczył w wystawach zbiorowych, często wystawiał w "Galerie Apolinaire" i w "Arthur Tooth and son", gdzie miewał kameralne wystawy indywidualne. Najobszerniejsza wystawa indywidualna twórczości Jamesa Stroudley miała miejsce w londyńskiej Reid Gallery w 1960. Jego prace znajdują się w kolekcjach galerii w Bradford, Brighton, Herbert Art w Coventry i Rochdale.